# ファンファーレ・トランペット
ファンファーレ・トランペットは、式典等において使用されるトランペットの一種である。通常のトランペットが扱いやすさ、演奏のしやすさを考慮して管をループさせているのに対し、ファンファーレ・トランペットは主管をまっすぐなままにしている。
歌劇『アイーダ』では、「エジプト風のトランペット」と楽譜に指定されたファンファーレ・トランペットを舞台上で演奏する。このため、ファンファーレ・トランペットをアイーダ・トランペットと呼ぶことがある。
1980年のザルツブルク音楽祭でのウィーン・フィルハーモニー管弦楽団の演奏会のために、ヤマハが作成したアイーダ・トランペットは、現代のオーケストラで多く用いられる通常のトランペット（C管ロータリー式バルブ）と同じ構造を持つことなどから、現在、ファンファーレ・トランペットの主流となっている。
その外にもビューグルやバイロイト音楽祭で使うE♭管のアルトトランペットがある。
なお、ファンファーレ・トランペットは、ファンファーレの演奏においてもまれにしか用いられず、通常は、普通のトランペットが用いられる。